# Sovereign Seven
I Sovereign Seven sono stati un gruppo di supereroi creato da Chris Claremont (testi) e Dwayne Turner (disegni) nel 1995, pubblicato dalla DC Comics.

## Storia editoriale
La serie Sovereign Seven è stata lanciata nel 1995, e rappresentava il primo lavoro di Chris Claremont dopo la sua uscita dalla Marvel Comics e dal mondo degli X-Men nel 1991. Pur essendo ambientato nell'universo DC, era una serie creator-owned (i diritti appartenevano cioè al creatore, Claremont, e non alla DC Comic), e nell'ultimo numero (il n. 36, nel 1998) venne rivelato che tutta la serie era in realtà un fumetto disegnato da due donne che appartenevano all'universo DC.

## Storia del gruppo
I Sovereign Seven erano un gruppo di alieni esiliati sulla Terra, dove combatterono numerosi nemici, tra cui Darkseid e Lobo. La formazione originale comprendeva Cascade, Finale, Rampart, Reflex, Indigo, Network e Cruiser; successivamente, Rampart venne ucciso e rimpiazzato da Power Girl.